# Nier: Automata
A Nier: Automata (ニーア オートマタ; Hepburn: Nīa Ōtomata; stilizálva NieR:Automata) hack and slash akció-szerepjáték, melyet a PlatinumGames fejlesztett és a Square Enix jelentetett meg 2017-ben PlayStation 4 és Microsoft Windows platformokra. A játék egyazon univerzumban játszódik mint a Nier, a Drakengard sorozat spin-offja. A Nier: Automata a túlvilági megszállók által épített gépek és az emberiség maradványai között zajló marionettháború közepén játszódik, története 2B harci android, társa 9S, illetve A2 elavult prototípus harctevékenységeit követi.
A játék gyártása 2014-ben kezdődött meg, Jokoo Taró sorozattervező, Szaitó Jószuke producer és Okabe Keiicsi és Hoasi Keigo zeneszerzők visszatértek a szerepkörükbe. Inaba Acusi a PlatinumGames társproduceri szerepét töltötte be, míg Josida Akihiko, a Square Enix rendszeres művésze tervezte a főszereplőket. A csapat célja az volt, hogy egy olyan új Nier-játékot hozzanak létre, mely hű marad az eredeti szellemiségéhez, miközben azonban jobb akció-játékmenete is van. Mivel a projekt teljesen új volt a fejlesztőknek, ezért a PlatinumGames tagjai számos kihívással került szembe a játékmenetének és nyitott világú környezetének megalkotása során.

## Játékmenet

A Nier: Automata játékmenete, ahol 2B egy robottal harcol

A Nier: Automata akció-szerepjáték, mely a poszt-apokaliptikus Földön játszódik, több ezer évvel az eredeti Nier cselekménye után. A játékos a YoRHa-egység harci androidjainak szerepét ölti magára egy nyitott világban. A szokványos lábon való navigáláson felül egy különleges tárggyal vadállatok idézhetőek meg, melyeket a játékos megülhet, valamint bizonyos alkalmakkor egy repülő mech is elérhető az ellenségekkel való harcokhoz. Az előző játékhoz hasonlóan a barangolás közben, bizonyos környezetekben a kamera a megszokott külső nézetes állásából felső- vagy oldalnézetre vált. Bizonyos területeken platform-fejtörőket kell megfejteni, melyekben a szereplőnek platformok között vagy tereptárgyak fölött kell ugrálnia. A játékos mellékküldetéseket teljesíthet a központi helyszíneken található nemjátékos szereplőknek, ahol a játékos tárgyakat és élettöltő fogyóeszközöket is vásárolhat.
A harc akcióalapú, a játékos szereplője valós időben harcol az ellenfelekkel a játék különböző környezeteiben. A harcok során a szereplő gyors és gyenge könnyű-támadásokat és erősebb nehéz-támadásokat vihet be. Harcok során a játékos szereplő kitérhet az ellenfelek csapásai elől, és ha a gombnyomás megfelelően időzített, akkor a szereplő ideiglenes halhatatlanságot kap és pusztító ellencsapást vihet be. A szereplőt a podja, egy repülő robotasszisztens is segíti, mely testre szabható, egyszerű tüzérségi tűztől erőteljes kalapácscsapásokig terjedő távolsági támadásokat eszközölhet. A harcok során a szereplőknek négy különböző fegyvertípushoz van hozzáférésük: rövid kardok, hosszú kardok, karvédők és lándzsák. A szereplőnek támadáskor a fegyvertípusok és csapástípusok között is alternálhat, ezzel kombinációs támadásokat létrehozva. A csapások különböző fegyvertípusoknál fel is tölthetőek, hogy ezzel nagyobb sebzést vigyenek be. A fegyvertörténetek – a Nier és a Drakengard sorozatok visszatérő elemei – a szerte a világban talált fegyverekhez kötődő történetek is a tervek között szerepelnek.
Ahogy a játékos szereplője előrehalad, úgy nő a tapasztalati szintjük, mely megnöveli az életerejüket, védekezőképességüket és támadóerejüket. A szereplő-testreszabás chipeken keresztül történik, melyek a játék szereplőjébe telepített tárgyak, melyek befolyásolják bizonyos képességeiket; ezek a chipek megváltoztathatják a HUD-ot, hogy mutassa az ellenfelek életerejét és sérüléseit, vagy állapotnövekedésben részesíthetik a játékos szereplőjét. Az egyszerre telepíthető chipek számát az adott szereplőn elérhető bővítőhelyek száma határozza meg. A chipeket boltokban lehet megvásárolni vagy az elhullott ellenfelektől lehet elvenni. Ha a játékos szereplője meghal, akkor az az előző mentési ponton éled újra. A játékos szereplője visszatérhet az eredeti testéhez, hogy felvegyék bónusz kíséretében tárgyaikat és tapasztalati pontjaikat vagy megpróbálhatják megjavítani azt. Ha ez sikerrel jár, akkor a test ideiglenes társként csatlakozik, azonban ha nem, akkor ellenségként fog visszatérni, amit legyőzve további bónuszhoz juthat a játékos.

## Szinopszis

### Helyszín
A Nier: Automata az eredeti Nier poszt-apokaliptikus helyszínén osztozik, annak negyedik végkifejlete után játszódik. Ugyan az Automata továbbviszi a Drakengard sorozat sötét légkörének és szerteágazó történetvonalainak hagyományát, azonban a Nier: Automata és a sorozat többi tagja között nincs közvetlen narratív kapcsolat. A játék ismeretlen idővel a Nier eseményei után játszódik, történetének középpontjában az emberiség maradványai és egy másik világból származó megszállók géphadseregei közötti háború áll. A kezdeti megszállás miatt az emberiség kénytelen a Holdra menekülni. Az emberiség végül „YoRHa” névre keresztelt harci androidokat küld le, hogy egy marionettháborúban felvegyék a harcot a megszállókkal szemben. Ugyan megtagadják az érzelmeket és nincs igazi nevük, azonban saját hozzáállásuk van, ami megkülönbözteti őket a társaiktól. A YoRHákat a Bunkerből, egy föld körüli pályára állt felderítőbázisból irányítják, és önellátó ellenállást hoznak létre a Földön a gépek visszaszorítása érdekében.

### Szereplők
A játék főszereplője YoRHa No. 2 Model B, vagy röviden „2B” női YoRHa-android, akinek főbb jellemzője a nyugodtság és a higgadtság. Őt „9S” (YoRHa No. 9 Model S) felderítőandroid kíséri, aki a többi YoRHa-egységhez képest több érzelmet mutat ki; illetve a hallgatag személyiségű, gyakran saját útját járó „A2” (YoRHa Model A No. 2), 2B gyártósorának elavult prototípusandroidja felügyeli. A további szereplők között kapott helyet a Bunker irányításával megbízott Commander (Parancsnok) nevű android; az ismeretlen szándékú Adam és Eve ikertestvérek; a konfliktust nem kedvelő és a békéért kiálló Pascal nevű gép; az ellenállást segítő Devola és Popola nevű androidok és egyben a Nier eseményei során megvadult teremtmények leszármazottjai; Emil, az eredeti Nier főszereplője, aki a közbeeső évek során elvesztette emlékezetét; a YoRHa felvigyázóként működő különböző üzemeltető androidok; a YoRHa-egységeket segítő felkelés-vezér Anemone, valamint a YoRHa-egységeket kísérő podok, amik harci támogatóként és a Bunkerrel való kommunikátorokként szolgálnak. A játék folyamán a Nier és a Drakengard 3 több szereplőjét is megemlítik.

## Fejlesztés
A Nier megjelenése után Jokoo Taró rendező és Szaitó Jószuke producer is akart készíteni egy folytatást. Amikor Szaitó beszélt erről Jokojama Júki segédproducernek az az eredeti játék alacsony eladásai miatt nem akart ebbe belemenni. Az eredeti Nier pozitív rajongói fogadtatása után a Square Enix és az eredeti játék vezető munkatársai hajlandóak voltak folytatni a Nier-szellemi alkotást, de egyben egy jobb, akció-orientáltabb játékmeneti élményt akartak létrehozni. Ennek eredményeként léptek kapcsolatba a PlatinumGames-szel, ami a kiváló minőségű akciójátékairól, így a Bayonettáról vagy a Metal Gear Rising: Revengeance-ről ismert. Az együttműködést két feltétellel fogadták el: Jokoo lesz a rendező, és jelen lesz a gyártás segítésére, ami szükségessé tette, hogy Jokoo Tokióból Oszakába, a PlatinumGames székhelyének városába költözzön. Ugyan Jokoo kezdetben nyugtalankodott az együttműködéssel kapcsolatban, azonban a PlatinumGames stábja az eredeti megjelenése óta egy Nier-játékon szerettek volna dolgozni, és a lelkesedésük és az eredetihez való hűnek maradásuk kívánalma szertefoszlatták Jokoo aggodalmait. Taura Takahisza tervező már az előtt is szeretett volna folytatást készíteni a Niernek, mielőtt a Square Enix megkereste a céget. Az eredeti tervek szerint a játékot mobilplatformokra vagy PlayStation Vitára készítették volna, azonban hamar arra a döntésre jutottak, hogy inkább PlayStation 4-re készítik el azt.
A játék gyártása 2014-ben kezdődött meg, mely magába foglalt hat hónapnyi gyártást előkészítő időszakot. A fejlesztőcsapat számos az eredeti Niernél is közreműködő munkatársat is magába ölelt. A fejlesztés alatt a csapat a Nier rajongói és kritikusi visszajelzéseit is figyelembe vette. Az általuk javításra ítélt pontok között szerepelt a szereplőtervektől kezdve a játékmeneten át a grafikáig. Amíg ezen a pontokon javítottak, addig a jól fogadott aspektusokat, így a történetet és a zenét is átvették. A fejlesztés jelentősebb hányadát a PlatinumGames oszakai és tokiói székhelyein végezték el, de külsős személyzetet, így Jokoót is felbéreltek. Mivel Taura korábbi tiszta akciójátékaival szemben az Automata akció-szerepjáték, ezért a fejlesztése új kihívások elé állította. Taura foglalkozott az akció-harcrendszerrel, míg Negisi Iszao tervező a szerepjátékos elemekkel. Negisi és Ónisi Rjó programozó elmondása szerint az egyik jelentősebb nehézség volt, hogy a játékot az eredeti Nierhez hűre készítsék el, ami megkövetelte a korábbi címeik stílusától való elmozdulást.
A csapat a harcrendszerhez átemelte a Nierben szereplőket, majd a többi PlatinumGames-címekből pumpálták át bele elemeket. Taura főkoncepciója az volt, hogy a harcrendszer javít az eredetin és beleszövődik a történetbe. Egy további megfontolás volt, hogy olyan mechanikákat építenek a játékba, melynek köszönhetően azt az alkalmi és a keménymagos akció-játékosok is élvezhetik. Mindezek mellett az Automata volt a stúdió első nyitott világú játéka is: amíg a korábbi címeik történetvezérelt lineáris struktúrát alkalmaztak, addig a Nier: Automata zökkenőmentes átmenetekkel összekapcsolt nagy környezeteket szerepeltet. Egy Negisi által külön kiemelt elem volt az ellenfelek alacsonyabb koncentrációja a címeikben megszokotthoz viszonyítva, mivel ezt a játék nyitott természete megkövetelte. Ez Jokoo kreatív nézeteinek megvalósításának teljesítésére irányuló erőfeszítéseik része volt: a csapat a kevesebb ellenféllel lehetőséget adott a játékosoknak, hogy „kiélvezzék a játék kihalt világának szépségét”. A szükségesnek ítélt elemek között szerepeltek a lövöldözős elemek, amiket a stábtagok a bullet hell címekhez hasonlítottak, illetve a felül és oldalnézetes kameraállások között váltakozó harcok.

### Forgatókönyv és képi világ
Jokoo írta a játék forgatókönyvét. A csapat a játék központi témájának az „agakut” tette meg, ami a nehéz helyzetből való kilábalásra használt japán szó. Egy Szaitó által kiemelt másik téma a „szerelem” volt, ami elmondása szerint szokatlan tekintettel arra, hogy a központi szereplők robotok, amikhez általában nem társítunk érzelmeket. Szaitó szerint sok időt fektettek a történet és a szereplők közötti kapcsolatok kialakításába, hogy azok egy szinten legyenek az eredeti Nierrel. Jokoo a történet írása közben határozatlan volt Devola és Popola forgatókönyvhöz való hozzáadása körül, mivel azok szerves részét képezik az eredeti játéknak, de végül úgy döntött, hogy szerepeltetni fogja őket. Jokoo szerint a Nier forgatókönyve „nedves” volt az érzelmi tartalmakban, míg a Nier: Automatánál a „száraz” narratívára törekedett, tekintettel a játék világából eredendő igazságtalanságra és az előítéletekre, melyekkel a szereplők kénytelenek szembenézni. Jokoo korábbi műveiből visszatérő elem annak vizsgálata, hogy miért ölnek az emberek, illetve mások megölésének behatása – ez abból a megfigyeléséből ered, hogy a játékosok élvezik megölni a játékokban szembekerülő ellenfeleiket, ami miatt úgy érzi, hogy valami baj van velük vagy hiányzik belőlük valami. A játékhoz a Nierhez hasonlóan több végkifejletet is készítettek, de ezek elérése nem annyira szigorú mint az első játékban.
Az eredeti szereplőkről kapott visszajelzések alapján Josida Akihikót kérték fel szereplőtervezőnek. Ugyan a csapat úgy gondolta, hogy Josida a zsúfolt munkarendje miatt vissza fogja utasítani az ajánlatot, azonban mivel CyDesignation nevű cégének számos munkatársa a Nier rajongója, ezért végül csatlakozott a projekthez. Josida a megszokottnál kicsivel később csatlakozott a fejlesztéshez, ezért Jokoo általános irányelvként a dominánsan fekete színű, vonzó dizájnokat jelölte meg. Az eredeti Nierrel ellentétben, ami két különböző verzióban jelent meg, és az egyikben a főhőst a nyugati szájízhez igazították, a csapat elhatározta, hogy az Automata összes verziójában ugyanazon főszereplők lesznek, és inkább egy jó minőségű japán szerepjáték elkészítésre összpontosítanak, semmint hogy változtatásokat végezzenek a nyugati kiadáshoz. Az egységes nemzetközi megjelenésre irányuló kívánságuk is egy másik ok volt, amiatt Josidára esett a csapat választása. A többi szereplőt Nagai Júja tervezte. Az ellenfelek koncepcióvázlatait Kidzsima Hiszajosi kezelte, míg a környezeti illusztrációkat Kóda Kazuma, Kadzsi Jaszujuki és Kameoka Sóhei készítette el. A környezeti dizájn Jokoóval közös munka volt, és a csapat törekedett arra, hogy azok olyannak hassanak, mint amilyeneket a játékos a való világban is láthatna. A szereplőmodellek megalkotásakor felmerült egyik kihívás volt, hogy azok mechanikus természetük ellenére is élőnek tűnjenek.

### Hangok
A Nieren és Drakengard 3-on is dolgozó Okabe Keiicsi zeneszerző visszatért a pozíciójába a Monaca nevű stúdióegyüttesével, és Okabe Hoasi Keigo mellett alkotta meg a zenét. A játékon dolgozó további zeneszerzők között szerepelt Takahasi Kunijuki és Szeo Sótaró, a Monaca két újdonsült tagja is. A Nier: Automata zenéjét a klasszikus zene inspirálta, miközben az a Niernél használt elemeket, így melankólia általános benyomását is felidézi. A korábbi zeneanyagtól való eltérés volt a füves területekre és falvakra összpontosuló Niernél mechanikusabb és brutálisabb téma és környezet ábrázolása. Egy másik tényező volt a nyitott világú környezet: Okabe egyetlen dal loopolása helyett inkább számos keményebb és lágyabb dallamot hozott létre, melyek a helyzettől és a környezettől függően egymásba fonódnak. A zene kiegyensúlyozását a Pro Tools segítségével végezték el. Másik jelentősebb visszatérő Emi Evans énekesnő volt, aki az első játék hanganyagára is biztosított éneksávokat. A kiegészítő férfi vokálsávokat Szeo Sótaróval vették fel. Ezeken felül a játékhoz egy témazenét is készítettek, melynek egy-egy verzióját Evans és J’Nique Nicole énekli fel. Bizonyos zeneanyaghoz, így a játékban hallható egyik főellenfél-számhoz is Nicole és Nakagava Nami Evanst kiegészítve háromtagú kórust formált. A Nier zenei anyagának számos dalát újrakeverték a Nier: Automatához.
Az általános hangtervezési feladatokat Sindó Maszato látta el, aki a PlatinumGames stábjának új kihívással került szembe: a korábbi projektjeikben a visszhangokat a csapat által létrehozott egyedi beállítások kezelték, azonban ez egy nyitott világú helyszínhez nem illett volna annak méretarányai miatt. Sindó ehelyett inkább egy valósághűbb hangzásteret tervezett egy a visszhangokat valós időben kezelő rendszer segítségével, mely az aktuális környezet szerint határozza meg a hangvisszaverődés mértékét. A hangimplementációt Ueda Maszami kezelte, ami nagyobb munkával járt, mint amit bármely előző projektnél tapasztalt. A zökkenőmentes implementáció tényezői voltak Ueda és Okabe korábbi közös munkái és jó munkakapcsolatuk.
2016. április 16-án Tokióban „NieR Music Concert & Talk Live” néven koncertet adtak a Ex Theater Roppongi épületében, ahol a Nier és a Nier: Automata több zeneszámát is előadták. A játék zenei anyaga 2017. március 28-án fog megjelenni.

### Megjelenés
2014 januárjában, a Drakengard 3 megjelenése után Jokoo érdeklődését fejezte ki egy második spin-off elkészítésére a Drakengard sorozatból, azonban azt nem részletezte, hogy az kapcsolódhat e a Nierhez. Jokoo 2014 decemberében megerősítette, hogy egy új játékon dolgozik, azonban nem fedett fel semmiféle új részletet. A Nier: Automatát először a Square Enix sajtótájékoztatóján mutatták be, Nier New Project ideiglenes címen a 2015-ös Electronic Entertainment Expón. A hivatalos címét akkoriban azért tartották titokban, mivel az elárulta volna a játék cselekményének bizonyos aspektusait. A bejelentésekor a játék körülbelül 10 százalékos készültségben állt. A játék hivatalos címét, illetve egy játékmenet-előzetest és megjelenésének várható évét a 2015-ös Paris Games Week játékkiállításon mutatták be. A játék eredetileg 2016 novemberében jelent volna meg, azonban a Square Enix eltolta a megjelenést, mivel aggodalmak születtek más prominens címekkel szembeni kereskedelmi teljesítményére: arra a következtetésre jutottak, hogy egy negyedik negyedévi vagy első negyedévi megjelenés nagyobb esélyt ad a Nier: Automata kereskedelmi sikerének. A megjelenés elhalasztása további időt biztosított a fejlesztők számára a játék minőségének és játékmeneti egyensúlyának növelésére. Később Microsoft Windows platformokra bejelentették a játék Steamen keresztüli digitális megjelenését. 2016 novemberében Szaitó Jószuke bejelentette, hogy fontolóra vették az Xbox One-verziót, illetve megerősítették a játék PlayStation 4 Pro-támogatását.
A játék PlayStation 4-verziója 2017. február 23-án jelent meg Japánban. Egy korlátozott példányszámú „fekete dobozos gyűjtői kiadás” is megjelent, mely a játék mellett egy 2B-figurát, a Nier: Automata-koncert különleges kiadását, egy művészeti könyvet, egy játékbeli speciális tárgy letöltőkódját és egy előzménynovellát tartalmaz. A novellát, mely a Nier eseményeit meséli újra Devola és Popola szemszögéből, Eisima Dzsun, a Drakengard sorozat kiegészítő anyagainak visszatérő együttműködője írta, Jokoo közreműködésével. Nyugaton a PlayStation 4-verzió 2017. március 7-én fog megjelenni Észak-Amerikában és 2017. március 10-én Európában. A játék az általános változat mellett egy Josida rajzait ábrázoló megfordítható borítót tartalmazó első napos kiadásban, illetve a fekete dobozos gyűjtői kiadás kiegészítő tartalmakat, egy 2B-figurát, egy művészeti könyvet, és egy a Nier és a korai Drakengard-játékok zeneszámait is tartalmazó 13 számos válogatásalbumot felvonultató változatában is meg fog jelenni.

## Fordítás
- Ez a szócikk részben vagy egészben  a   Nier: Automata című angol Wikipédia-szócikk ezen változatának fordításán alapul.  Az eredeti cikk szerkesztőit annak laptörténete sorolja fel. Ez a jelzés csupán a megfogalmazás eredetét és a szerzői jogokat jelzi, nem szolgál a cikkben szereplő információk forrásmegjelöléseként.